# La cinquena onada
La cinquena onada (nom original en anglès: The 5th Wave) és una pel·lícula nord-americana de ciència-ficció dirigida per J. Blakeson i escrita per Susannah Grant basada en la novel·la de 2013 del mateix nom de Rick Yancey. La pel·lícula és protagonitzada per Chloë Grace Moretz, Nick Robinson, Alex Rosega, Maika Monroe i Liev Schreiber.
El desenvolupament de La cinquena onada va començar al març de 2012, quan Columbia Pictures va recollir els drets cinematogràfics de la trilogia amb la productora GK Films de Graham King, i Material Pictures de Tobey Maguire. El rodatge va tenir lloc a Atlanta, Geòrgia a partir d'octubre de 2014 fins a gener de 2015. Està estrenada des del 22 de gener de 2016 als Estats Units i Espanya, mentre que el 29 de gener ho va fer a Mèxic. La pel·lícula va ser emesa per televisió per primera vegada en català a TV3 el 25 de desembre de 2017. La pel·lícula, que tenia un pressupost de 54 milions de dòlars, en va recaptar 109 milions arreu del món, i va rebre crítiques pels efectes especials, la trama i el guió.

## Argument
Quatre onades d'atacs extraterrestres cada vegada més mortífers han deixat delmada gran part de la Terra i a la població mundial. La primera onada va ser una apagada generalitzada en tot el planeta, la segona onada va ser un terratrèmol que va sacsejar tota la terra, la tercera va ser una plaga que s'encomanava per l'aire i la quarta onada van ser un grup d'assassins anomenats Silenciadors que es dedicaven a caçar als supervivents. En aquest escenari de por i desconfiança, Cassie Sullivan (Chloë Grace Moretz), una adolescent de 16 anys, tracta de sobreviure i trobar al seu germà petit Sam.
A l'albada de la cinquena onada, entre els últims vestigis de la humanitat, i sent una de les últimes supervivents, Cassie només es té a ella mateixa i al seu germà petit, Sam, al que deixa amb la promesa de tornar. Tot el que li queda és el seu osset de peluix. Cassie sap que mantenir-se tota sola és l'única opció per seguir amb vida i trobar al seu germà petit. Tant horror ha fet que es perdi la confiança entre humans, perquè al final, l'única cosa que importa és la supervivència.
Seguim el rastre de Cassie mentre sobreviu en aquest món, fins que es topa amb el captivador i misteriós Evan Walker, un jove camperol i caçador, que sembla capaç d'ajudar-la a trobar al seu germà. Cassie haurà de prendre una elecció definitiva: confiar o perdre l'esperança, viure o morir, abandonar o aixecar-se i lluitar, i tot això mentre es prepara per a la inevitable i letal cinquena onada...

## Repartiment
- Chloë Grace Moretz com Cassie Sullivan[3]
- Nick Robinson com Benjamin Thomas Parish o Ben Parish/Zombie[4]
- Alex Rosega com Evan Walker[4]
- Maika Monroe com a Destral/Ringer[5]
- Liev Schreiber com a Coronel Vosch[6]
- Zackary Arthur com Sammy Sullivan/Frijol[7]
- Tony Revolori com Dumbo[8]
- Jeremy Renner com Oliver Sullivan[9]
- Maggie Siff com Lisa Sullivan[9]
- Talitha Bateman com Teacup[5]

## Música
A l'abril de 2015, es va anunciar que Henry Jackman compondria la música per a la pel·lícula.
La cançó que surt al final de la pel·lícula és la popular cançó escrita per Sia & Adele - Alive.

## Producció

### Desenvolupament
El març de 2012, Columbia Pictures va comprar els drets cinematogràfics de la trilogia amb Graham King i Tobey Maguire figurant com a productors. El 15 d'abril de 2014, es va anunciar oficialment que Chloë Grace Moretz protagonitzarà la pel·lícula com Cassie Sullivan, i que J Blakeson dirigirà a partir del guió de Susannah Grant. Nick Robinson i Alex Rosega es van unir a la pel·lícula com Ben Parish i Evan Walker. Liev Schreiber interpretarà al vilà en la pel·lícula. L'11 d'agost Maika Monroe va ser inclosa a l'elenc com Ringer. Durant els següents mesos, Zackary Arthur, Tony Revolori, Ron Livingston, Maggie Siff i Talitha Bateman es van unir a la pel·lícula.

### Rodatge
El rodatge va començar el 18 d'octubre de 2014, a Atlanta, Geòrgia. Tres mesos després, l'11 de gener, la planificada explosió d'un autobús al centre de Macon per a la pel·lícula va sortir malament quan es va estendre més ampli del previst. L'explosió va trencar més de 40 finestres en l'Avinguda Cotton, provocant el col·lapse dels sostres, la destrucció de façanes de tendes, un edifici en flames i sutge als edificis de maó. La productora es va comprometre a cobrir tots els danys causats per l'incident de les 3:45 a. m., i el treball va ser completat de moment i la producció havia acabat. La producció va finalitzar oficialment el 17 de gener de 2015.